# Bitwa pod Petrovaradinem
Bitwa pod Petrovaradinem – starcie zbrojne, które miało miejsce  5 sierpnia 1716 w czasie wojny austriacko-tureckiej (1716–1718) pod Petrovaradinem. W bitwie tej wojska austriackie pod wodzą księcia Eugeniusza Sabaudzkiego pobiły przeważające liczebnie wojska Imperium Osmańskiego, dowodzone przez wielkiego wezyra Silahdara Damada Alego Paszę.

## Opis
Austriacy (80 tys., w tym ⅛ jazdy) pod dowództwem księcia Eugeniusza Sabaudzkiego oczekiwali Turków pod Petrovaradinem, z tyłu warowny obóz osłaniał dwa mosty na Dunaju, zabezpieczając drogę ewentualnego odwrotu. Turcy (ok. 150 tys.) po nadejściu zaczęli umacniać swe pozycje. 
Gdy 5 sierpnia Austriacy wyszli przed obóz (lewe skrzydło oparte o bagno, prawe o wzgórze, cała piechota w centrum), Turcy również wystąpili przed swe umocnienia. Bitwa rozpoczęła się natarciem lewego skrzydła austriackiego, które dotarło do tureckich umocnień. Turcy, korzystając z zamieszania w centrum i na prawym skrzydle austriackim, ruszyli do ataku i zdobyli pierwszą linię austriackich szańców. Wówczas Eugeniusz Sabaudzki rzucił swą jazdę na odsłonięte flanki tureckie. W centrum piechota zasilona świeżymi batalionami przeszła do kontrataku. Turcy załamali się i rzucili do masowej ucieczki; stracili cały obóz i 140 dział, zginął także wielki wezyr. Austriacy stracili 3 tys. ludzi.